# Anton von Werner
Anton von Werner (Frankfurt, 9 de maig de 1843 - Berlín, 4 de gener de 1915), fou un pintor històric alemany.

## Biografia
Anton von Werner va començar la seva carrera el 1857 com a aprenent, abans de començar els seus estudis a la Universitat d'Art de Berlín. El 1862 es va canviar a l'Acadèmia d'Art de Karlsruhe per continuar la seva formació.
Amb 27 anys va prendre part en una missió oficial com a pintor en la guerra francoprussiana de 1870/71. A la seva tornada de la guerra es va establir a Berlín, on va viure al número 31 de la Lützowstraße com a pintor autònom. En aquest mateix any es va casar amb Malwine Shroedter, una filla del seu professor, el pintor Adolph Schroedter. Va continuar treballant als esbossos que havia pres en la guerra durant els anys posteriors. El 1894 va aparèixer el seu quadre Im Etappenquartier vor Paris, que mostra ulans alemanys al castell requisat de Brunoy. L'escena, acollidora i sentimental, obeeix al debat sobre la cultura alemanya i la civilització francesa.

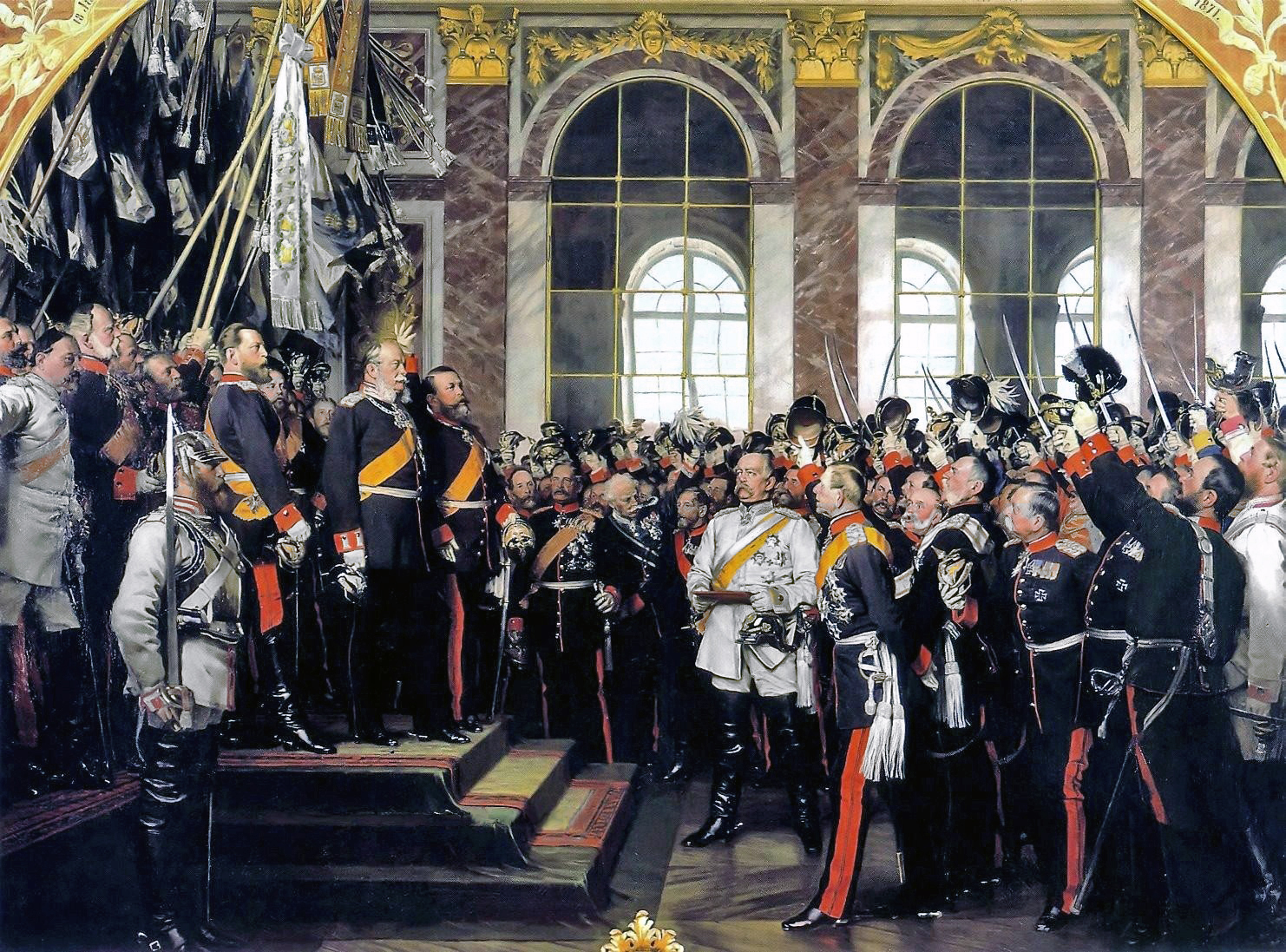
"Die Proklamation donis Deutschen Kaiserreiches", 3a versió, regalat per l'Emperador Guillem I de Prússia a Otto von Bismarck pel seu setantè aniversari (1885).

Von Werner es va mudar el 1874 a la Vila VI del 113 de Postdamer Straße (avui en dia té el número 81 A), cosa que mostra que portava un alt estil de vida per aquell temps. El punt culminant de la seva carrera va ser segurament el seu nomenament el 1875 com a director de la Reial Escola d'Art. El mateix any s'anuncia l'obertura d'un estudi a Karlsbad 21. L'alta consideració que tenia von Werner en els cercles artístics del Berlín de l'època queda de manifest amb la seva elecció com a comissari general de la secció alemanya de l'Exposició Universal de París de 1878 i com a president de l'associació de pintors berlinesos el 1895 i 1899/1901. Tenia una gran amistat amb Adolph von Menzel.
La tomba de von Werner es troba en l'Alter Zwölf-Apostel-Kirchhof de Berlin-Schöneberg.